# Emil Herje
Emil Herje född 14 april 1894 på Grip, död 3 april 1969, var en norsk författare.
Emil Herje växte upp på Sula. Han studerade vid Volda lærerskole 1915 och arbetade sedan som lärare. Mellan åren 1946 och 1961 var han rektor vid Åsveien skole i Trondheim. 
Herje debuterade 1931 med barnboken Varden på Ukstein. 
Herjes böcker utspelar sig i stort sett på Hitra, Frøya och småöarna däromkring. Men han berättar också om barn från kusten som måste flytta in till staden - Trondheim - under första delen av 1900-talet. 
Herje är också författaren till Hitrasangen bygdesången för ön Hitra. Han skrev två böcker för vuxna, romanen Et herrens vær (1936) och diktsamlingen Min barndoms kyst (1943). Herje var även kåsör i NRK radio.